# Polyphylla
Polyphylla är ett släkte av skalbaggar som beskrevs av Harris 1842. Enligt Catalogue of Life ingår Polyphylla i familjen Melolonthidae, men enligt Dyntaxa är tillhörigheten istället familjen bladhorningar.

## Bildgalleri

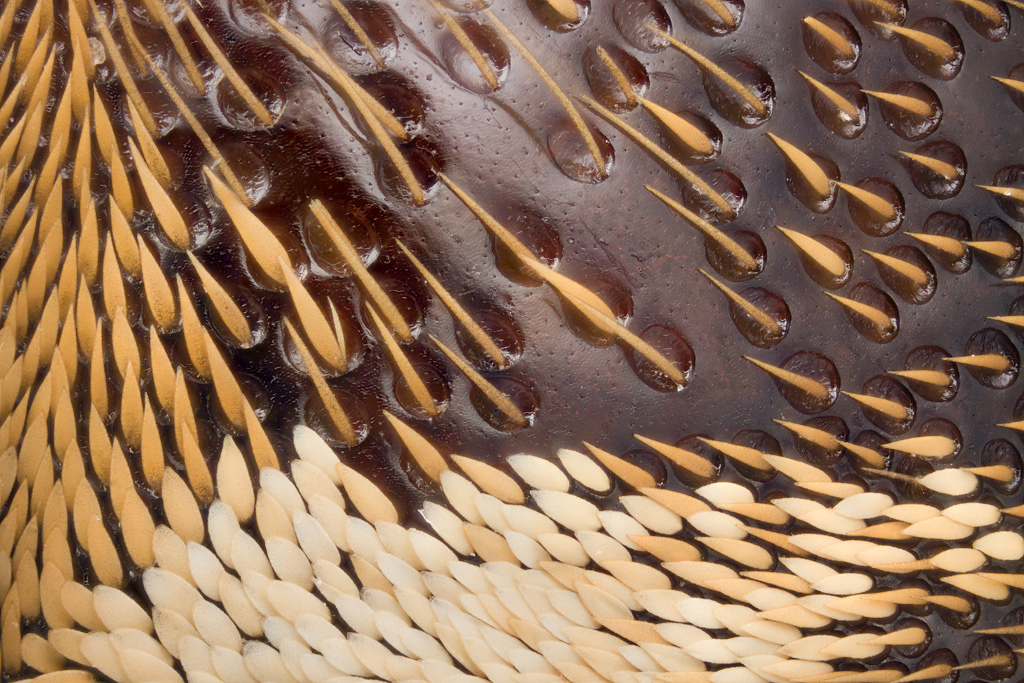

## Dottertaxa tillPolyphylla, i alfabetisk ordning[1][2]
- Polyphylla adspersa
- Polyphylla aeolus
- Polyphylla alba
- Polyphylla albolineata
- Polyphylla algirana
- Polyphylla annamensis
- Polyphylla anteronivea
- Polyphylla arguta
- Polyphylla avittata
- Polyphylla barbata
- Polyphylla boryi
- Polyphylla brownae
- Polyphylla cavifrons
- Polyphylla comes
- Polyphylla concurrens
- Polyphylla conspersa
- Polyphylla crinita
- Polyphylla dahnshuensis
- Polyphylla davidis
- Polyphylla decemlineata
- Polyphylla devestita
- Polyphylla diffracta
- Polyphylla donaldsoni
- Polyphylla edentula
- Polyphylla erratica
- Polyphylla exilis
- Polyphylla fullo
- Polyphylla gracilicornis
- Polyphylla gracilis
- Polyphylla hammondi
- Polyphylla hirsuta
- Polyphylla intermedia
- Polyphylla irrorata
- Polyphylla jessopi
- Polyphylla laticollis
- Polyphylla macrocera
- Polyphylla maculipennis
- Polyphylla maroccana
- Polyphylla mescalerensis
- Polyphylla minor
- Polyphylla modulata
- Polyphylla monahansensis
- Polyphylla multimaculata
- Polyphylla navarretei
- Polyphylla naxiana
- Polyphylla nigra
- Polyphylla nikodymi
- Polyphylla nubecula
- Polyphylla nubila
- Polyphylla occidentalis
- Polyphylla olivieri
- Polyphylla parva
- Polyphylla persica
- Polyphylla petitii
- Polyphylla phongsali
- Polyphylla ploceki
- Polyphylla pottsorum
- Polyphylla pubescens
- Polyphylla ragusae
- Polyphylla ratcliffei
- Polyphylla rugosipennis
- Polyphylla schoenfeldti
- Polyphylla shestakowi
- Polyphylla sicardi
- Polyphylla sikkimensis
- Polyphylla sobrina
- Polyphylla squamiventris
- Polyphylla starkae
- Polyphylla stellata
- Polyphylla taiwana
- Polyphylla tonkinense
- Polyphylla variolosa
- Polyphylla woodruffi